# Никола Анелка
Никола́ Себастиа́н Анелка́ (на френски: Nicolas Sébastien Anelka) е бивш френски футболист, нападател.
Анелка е интересен футболист, не само с това, че е сменил няколко клуба за кратък период от време. По-интересно е, че тъмнокожият нападател е смятан за топнападател от всеки футболен специалист и цената му достига над 20 милиона английски лири в най-силните си години. Този силен период съвпада и с най-паметните мигове на френския футбол изобщо. Куриозът тук е, че Анелка не е в националния отбор през всичките години от ерата „Зидан“. Световната и европейската титла не са в биографията на Анелка, но не само заради конкуренцията на Тиери Анри и Давид Трезеге в нападение, а и поради трудния характер. От началото на 2008 г. Никола е отново в гранд клуб – лондонския Челси, но пак в жестока конкуренция в нападението с Дидие Дрогба. През сезон 2008-2009 Анелка става голмайстор на Английската Висша лига с 19 гола в 37 мача и общо 51 мача и 25 гола във всички турнири. С игрите си през сезон 2008-2009, Никола се завръща в националния отбор и става несменяем титуляр, както във Франция, така и в Челси.

## Любопитни факти
Никола Анелка, наред с италианския футболист Кристиан Виери, е сменил най-много различни отбори в Европа, без да допринася за успеха на националния отбор на държавата, която представлява. Анелка е мюсюлманин, той приема Исляма и мюсюлманското му име е Абдул Силал.

## Стил на игра
Нападател сменил много отбори, но веднъж намерил своята форма, трудно я губи. Това става в Арсенал като вкарва 17 гола за един сезон в Премиършип и печели първата си повиквателна за националния отбор. Усърден, бърз, техничен, здрав физически – това са характеристиките на Никола Анелка.

## Успехи
Арсенал
- Английска висша лига (1) – 1998
- ФА Къп – (1)1998
- Черити Шийлд (1) – 1988

 Реал Мадрид
- Шампионска лига (1) – 2000

 ПСЖ
- Купа Интертото (1) – 2001

 Фенербахче
- Суперлига (1) – 2005

 Челси
- Английска висша лига (1) – 2010
- ФА Къп (2) – 2009, 2010
- Къмюнити Шийлд (1) – 2010

 Ювентус
- Серия А (1) – 2013

 Уест Бромич Албиън